# Henryk Jan Botor
Henryk Jan Botor (ur. 16 marca 1960 w Tychach) – polski kompozytor, dyrygent, organista i pedagog; członek Związku Kompozytorów Polskich.

## Życiorys
Gry na fortepianie uczył się początkowo prywatnie, potem w szkołach muzycznych w Tychach i Bielsku-Białej. Ukończył krakowską Akademię Muzyczną, uzyskując dyplomy w trzech specjalnościach: wychowanie muzyczne (1984), kompozycja (klasa Marka Stachowskiego, 1989) oraz gry na organach (klasa Mirosławy Semeniuk-Podrazy, 1989). W 1990 wziął udział w Letniej Akademii Organowej w Haarlem, kształcąc się pod kierunkiem Hansa Haselböcka i Andersa Bondemana.
Występował w Polsce, Holandii, Niemczech, wykonując m.in. własne kompozycje oraz improwizacje. Jego utwory wykonywane były przez takie orkiestry, jak Narodowa Orkiestra Symfoniczna Polskiego Radia, orkiestry Filharmonii Krakowskiej i Filharmonii Śląskiej, miały wykonania w ramach wielu festiwali, m.in. Śląskich Dni Muzyki Współczesnej, Dni Muzyki Kompozytorów Krakowskich.
Podczas papieskiej mszy na krakowskich Błoniach w 2006, stanowiącej kulminację pielgrzymki do Polski papieża Benedykta XVI, odbyło się prawykonanie utworu Tu es Petrus, który Botor skomponował specjalnie na to spotkanie z papieżem. Opracował też akompaniament oraz śpiewy chóralne pieśni m.in. Boże, coś Polskę i Zwycięzca śmierci.
W jego dorobku kompozytorskim znajdują się utwory symfoniczne, kameralne, fortepianowe, organowe i wokalne. Szczególnie interesuje go orkiestra symfoniczna z jej niewykorzystaną jeszcze kolorystyką przy konwencjonalnym użyciu instrumentów. Skomponował też muzykę do kilku filmów dokumentalnych.
Henryk Jan Botor wykłada na Wydziale Twórczości, Interpretacji i Edukacji Muzycznej, w Katedrze Muzyki Religijnej Akademii Muzycznej w Krakowie.

## Nagrody i wyróżnienia
- 1997 – I nagroda na Konkursie Kompozytorskim "Vox Basilicae Calissiensis" w Kaliszu
- 2002 – I nagroda na Konkursie Kompozytorskim w Mikołowie
- 2004 – III nagroda na Międzynarodowym Konkursie Kompozytorskim "Muzyka ogrodowa" w Krakowie

## Wybrane kompozycje
|  | - Absolutio na organy i orkiestrę (1985) - Serenada na kwartet męski (1986) - Kyrie na chór mieszany i orkiestrę smyczkową (1986) - Toccata na fortepian, tubę i perkusję (1987) - Vocalise na sopran, harfę, perkusję i orkiestrę smyczkową (1987) - Wskrzeszenie Łazarza na dwoje organów i chór mieszany (1987) - Fantasmagorie na organy i perkusję (1988) - Mare crisium na organy (1988) - Judica me, Deus na chór mieszany a cappella (1988) - Triduum paschalne na chór mieszany a cappella (1988) - Psalm pochwalny na chór mieszany i orkiestrę (1988) - Humoamomreska na tenor i perkusję (1988) - Alleluja na chór żeński a cappella (1989) - Misterium Najświętszej Marii Panny na dwoje organów, zespół instrumentalny, 4 głosy męskie i chór mieszany (1989) - In honorem sancti Stanislai na organy (1991) - Toccata na organy (1994) - Toccata na organy i orkiestrę (1996) - Litania do Świętego Józefa na chór mieszany a cappella (1997) - Sinus iridum na organy (1998) | - Missa brevis na chór mieszany i organy (1998) - Hymnus in honorem sancti Cunegundi na organy (1999) - Alleluja na chór mieszany a cappella (2000) - Pieśń o Bożym Miłosierdziu na sopran, orkiestrę smyczkową, perkusję, harfę i chór mieszany (2000) - Koncert organowy nr 1 „Adalbertus” na organy, orkiestrę smyczkową, dwie trąbki i perkusję (2002) - Msza Wawelska. Missa in honorem sancti Stanislai na chór mieszany (2002) - Trzy pieśni na sopran i organy (2002) - Na spotkanie świtu, preludium na fortepian (2003) - Moment Musical na fortepian (2003) - Trzy psalmy na sopran i fortepian (2003) - Concertino (Hommage à Liszt) na fortepian i orkiestrę smyczkową (2004) - Suita ogrodowa na alt, flet, obój, akordeon i orkiestrę smyczkową (2004) - Pater noster na chór mieszany (2004) - Tu es Petrus na chór mieszany i orkiestrę (2006) - Due colonne, poemat symfoniczny z chórem (2006) - Jezu, ozdobo aniołów na chór mieszany (2007) - Missa de misericordia Domini na chór mieszany, instrumenty dęte i perkusję (2007) - Misericordias Domini na chór mieszany, instrumenty dęte i perkusję (2007) - Missa Joannis Pauli Secundi (2016) |

## Filmografia
- 1999 – Imię moje Kinga – film dokumentalny TV
- 2001 – Pielgrzymi – film dokumentalny
- 2007 – Otwarte miasto – film dokumentalny TV
- 2010 – Konstrukcja nośna - rzecz o Jerzym Ciesielskim – film dokumentalny TV